# آنا فرايل
آنا لويس فرايل (بالإنجليزية: Anna Louise Friel)‏ وهي ممثلة إنجليزية بريطانية ولدت في يوم 12 يوليو 1976 في روتشديل في مانشستر الكبرى في إنجلترا في المملكة المتحدة، مثلت دور بيث جورداك في مسلسل بروكسايد، حيث قامت بتأدية أول قبلة سحاقية فيه في المسلسلات البريطانية في يناير 1994، مثلت في المسلسل الأمريكي بوشنغ ديزيز ومن خلال هذا المسلسل ترشحت لنيل جائزة غولدن غلوب في سنة 2008.

## روابط خارجية
- آنا فرايل على موقع IMDb (الإنجليزية)
- آنا فرايل على موقع روتن توميتوز (الإنجليزية)
- آنا فرايل على موقع ألو سيني (الفرنسية)
- آنا فرايل على موقع أول موفي (الإنجليزية)
- آنا فرايل على موقع بوكس أوفيس موجو (الإنجليزية)
- آنا فرايل على موقع قاعدة بيانات برودواي على الإنترنت (الإنجليزية)
- آنا فرايل على موقع قاعدة بيانات الأفلام السويدية (السويدية)
- آنا فرايل على موقع إن إن دي بي (الإنجليزية)
- آنا فرايل على موقع قاعدة بيانات الفيلم (الإنجليزية)
- آنا فرايل على موقع كينوبويسك (الروسية)